# José Hamilton de Castro
José Hamilton de Castro (Monte Santo de Minas, 20 de abril de 1961) é um bispo brasileiro, Bispo de Almenara.

## Biografia

### Estudos
José Hamilton de Castro nasceu em 20 de abril de 1961, em Monte Santo de Minas. Ingressou no seminário da Diocese de Guaxupé em 1990. Estudou no Seminário Arquidiocesano Maria Imaculada, na Arquidiocese de Ribeirão Preto, em Brodowski. Licenciou-se em Filosofia pela Faculdade Claretiana de Batatais e fez estudos teológicos no Centro de Estudos Teológicos da Arquidiocese de Ribeirão Preto.

### Presbiterado
Foi ordenado sacerdote em 4 de maio de 1997, na cidade onde nasceu. No mesmo ano, assumiu a função de vice-reitor do Seminário São José, em Guaxupé. Em 1998, assumiu a reitoria da Casa de Formação Presbiteral Nossa Senhora das Dores, em Pouso Alegre, sendo formador da comunidade teológica. De 1990 a 2000, assumiu a reitoria do Seminário Diocesano de Guaxupé, sendo também vigário da paróquia da catedral dessa diocese.
Em 2001, foi designado pároco da paróquia São José, em Machado, onde permaneceu até outubro de 2007, assumindo também a função de coordenador de Pastoral do Setor Alfenas. De outubro de 2007 até janeiro de 2013, foi pároco da paróquia São Sebastião em São Sebastião do Paraíso, também sendo coordenador de pastoral do Setor Paraíso.
De 2013 a 2015, reassumiu a reitoria do seminário diocese São José, em Guaxupé. De janeiro de 2016 a dezembro de 2018, foi vice-reitor da Casa de Formação Presbiteral Santo Antônio, em Pouso Alegre, formador da comunidade teológica e vigário da paróquia São Sebastião, em Alfenas. Também fez parte do Conselho de Presbíteros e do Colégio de Consultores da diocese de Guaxupé.

### Episcopado
No dia 12 de abril de 2023, o Papa Francisco nomeou José Hamilton de Castro como Bispo de Almenara. Sua tomada de posse canônica se deu no dia 16 de julho do mesmo ano. 